# Benjamin Katz

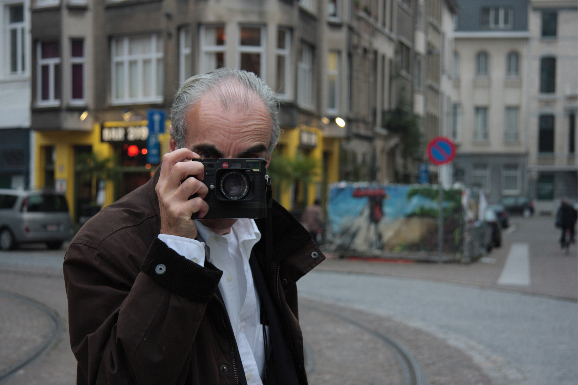
Benjamin Katz (2007)

Benjamin Katz (geboren 14. Juni 1939 in Antwerpen, Belgien) ist ein deutscher Fotograf.

## Biografie
Die Eltern von Benjamin Katz waren Berliner Juden, die nach Belgien flohen. Sein Vater starb im Lager Gurs in Frankreich. Seine Mutter nahm Benjamin Katz 1956 nach Berlin mit, wo er an der Hochschule für Bildende Künste (heute Universität der Künste Berlin) studierte. 1959 starb die Mutter. 1963 gründete er zusammen mit Michael Werner die Galerie Werner & Katz. Die Eröffnungsausstellung mit Gemälden und Zeichnungen von Georg Baselitz geriet zum Skandal, als zwei Gemälde wegen unsittlichen Inhalts von der Staatsanwaltschaft beschlagnahmt wurden. Die Zusammenarbeit mit Michael Werner setzte er zwar nicht fort, dennoch blieb Benjamin Katz in seinem Wirkungskreis seitdem immer auch als Galerist tätig.
Seit 1972 lebt er in Köln und betätigt sich als Chronist und Essayist der westdeutschen Kunstszene, insbesondere des Ruhrgebiets. Mit Georg Baselitz ist er in langjähriger Freundschaft verbunden. Seit 1976 ist er als freier Fotograf tätig. Auch auf der documenta war er öfter künstlerisch tätig. Bei Performances und kunstbezogenen Veranstaltungen hält Benjamin Katz mit seinen Fotografien die flüchtigen Momente fest und porträtiert Künstler, Mäzene und andere Beteiligte der Kunst- und Kulturszene. Benjamin Katz lehrte von 2006 bis 2008 Fotografie an der Kunstakademie Düsseldorf.
In 2016 wurde ihm auf der Großen Kunstausstellung NRW Düsseldorf der Kunstpreis der Künstler verliehen.

## Ausstellungen (Auswahl)
- 1985: erste Ausstellung in der Galerie Tanja Grunert in Köln, erste große Übersicht des fotografischen Werks in der Kestner-Gesellschaft, Hannover
- 1988: Palais des Beaux-Arts in Brüssel
- 1989: Stedelijk Van Abbemuseum in Eindhoven; Württembergischer Kunstverein Stuttgart; Josef-Albers-Museum; Quadrat Bottrop
- 1990: Kunstraum München
- 1991: Haus am Waldsee, Berlin
- 1992: Documenta IX vor der documenta IX, in der Galerie Bellevue in Kassel
- 1995: Galerie zur Stockeregg, Zürich
- 1996: Souvenirs, Museum Ludwig, Köln
- 1996: Gerhard Richter, Ausstellung mit Fotografie von Benjamin Katz; Museion – Museum für Moderne Kunst, Museo d’Arte Moderna in Bozen
- 1999: Galerie d’Art Contemporain „Am Tunnel“, Luxembourg
- 2001: Antonius Höckelmann, mit Fotografie von Benjamin Katz, Hauptgebäude der Deutschen Bank, Köln
- 2003: Vita d’artista, Deutsche Akademie Rom Villa Massimo, Rom
- 2004: Photokontakt – Georg Baselitz, Kunst- und Ausstellungshalle der Bundesrepublik Deutschland, Bonn
- 2005: Attori a rovescio, mit Georg Baselitz, Villa Faravelli in Imperia, Italien
- 2005: (my private) Heroes, MARTa Herford, Attori a rovescio, Villa Faravelli, Imperia, Italien
- 2007: Fotografien, Ausstellung der Sammlung im MARTa Forum in Herford, Museum Schloss Moyland
- 2007: documenta IX, Galerie McBride Fine Art, Antwerpen
- 2007: Kunstmuseum Bremerhaven, Georg Baselitz
- 2008: CCNOA-Center for Contemporary Non-Objective Art, Brüssel
- 2010: Helsinki Art Museum Tennis Palace; Der Photograph, Ausstellung/Filmvorführung Neues Museum und Bode Galerie & Edition, Nürnberg
- 2011: Archiv künstlerischer Fotografie der rheinischen Kunstszene (AFORK): Faszinierende Dokumente, Moskau
- 2012: Archiv künstlerischer Fotografie der rheinischen Kunstszene (AFORK): Faszinierende Dokumente, Museum Kunstpalast, Düsseldorf
- 2012: Benjamin Katz fotografiert Gerhard Richter, Kunstmuseum Bremerhaven
- 2013: Georg Baselitz & Benjamin Katz, Bode Galerie & Edition Nürnberg
- 2014: Benjamin Katz – Photography, Daegu Photo Biennale 2014, Korea, Bode Galerie & Edition
- 2015: Benjamin Katz – Photographien, Galerie Sabine Knust, München
- 2015: Benjamin Katz – Portraits of the artists of the 80s, Galerie Sabine Knust, München
- 2016: Benjamin Katz, Musée d’art moderne de la Ville de Paris, Paris
- 2016: Die Grosse, Düsseldorf
- 2019: Benjamin Katz – Berlin Havelhöhe, 1960/61, Museum Ludwig, Köln
- 2020: Benjamin Katz – Fleurs, Galerie Sabine Knust, München
- 2021: Benjamin Katz – Entdeckungen, Marta Herford, Herford

## Film
- Jürgen Heiter: Der Photograph, Essayfilm, D 2006, 134 Min., DVD/Transfer auf DigiBeta und DVD, Konzept, Buch/Regie: Jürgen Heiter; Kamera: Ulrike Pfeiffer; Dramaturgie: Helmut W. Banz: Mitarbeit am Buch: Cony Theis; Redaktion: Reinhard Wulf; Produktion: Heiter Filmproduktion in Koproduktion mit WDR und 3sat, ZKM, Karlsruhe, und der Hessischen Filmförderung